# Édouard Philippe
Édouard Philippe (Rouen, 28 de novembre de 1970) és un advocat i polític francès, alt funcionari i escriptor, actualment batlle de Le Havre. Membre del partit Unió per a un Moviment Popular, denominat actualment Els Republicans, entre 2010 i 2017 va ser alcalde de Le Havre. El 2012 va ser elegit diputat pel setè districte del Sena Marítim. Del 15 de maig de 2017 fins al 2 de juliol de 2020 fou el primer ministre de França, nomenat pel president Emmanuel Macron.

## Biografia
Va estudiar primer a Rouen i el batxillerat a Bonn (Alemanya) on el seu pare era director del liceu francès. Es va graduar a l'Institut d'Estudis Polítics i posteriorment va estudiar en l'ENA, Escola Nacional d'Administració. (1995-1997).

### Trajectòria política
Philippe va començar en la política formant part durant dos anys de l'ala socialdemòcrata del Partit Socialista recolzant a Michel Rocard abans d'acostar-se a la dreta.
El 2001, es va unir a l'equip municipal d'Antoine Rufenacht, llavors alcalde de Le Havre, on es va convertir en l'assistent encarregat dels assumptes legals.
El 2002 va ser candidat a les eleccions parlamentàries pel districte 8 de Seine-Maritime. Aquest mateix any, Alain Juppé li va plantejar participar en la fundació del partit Unió per un Moviment Popular, antecessor d'els Republicans, amb l'objectiu de reunir a tots els partits polítics de la dreta i poder concentrar un gran moviment popular. Va ocupar el càrrec de Director General de serveis fins a la renúncia d'Alain Juppé el 2004.
Posteriorment va treballar com a advocat de la signatura Debevoise & Plimpton LLP i va ser triat conseller regional de l'Alta Normandia (2004-2008).
Membre del gabinet d'Alain Juppé en el Ministeri d'Ecologia, Desenvolupament Sostenible i Planificació, es va unir al grup Areva com a director d'Assumptes Públics (2007-2010).
El 2008, Édouard Philippe va ser triat conseller general de Seine-Maritime en el municipi de Le Havre-5. També va ser nomenat vicealcalde a càrrec del desenvolupament econòmic i del port, de l'ocupació, de la formació, de l'educació superior i de les relacions internacionals. El 2009 es va convertir en alcalde adjunt responsable de la planificació urbana, habitatge, Gran París i el desenvolupament portuari.
El 24 d'octubre de 2010, el consell municipal el va triar alcalde de Le Havre després de la renúncia d'Antoine Rufenacht. Es va convertir en president de la comunitat urbana de Le Havre el 18 de desembre següent.
Va ser suplent de Jean-Yves Besselat, diputat de Sena Marítim (districte 7, Le Havre oest), des de 2007 fins al 23 de març de 2012 quan es va convertir en diputat després de la seva mort, però no va ocupar l'escó en l'Assemblea atès que les sessions de treball estaven ajornades a causa de la campanya presidencial. Va ser triat en les següents eleccions.
El 23 de març de 2014, va encapçalar la llista per a les eleccions municipals i va ser triat en primera volta amb el 52,04% dels vots. Va ser també reelegit membre de la comunitat de Le Havre.

### Eleccions Presidencials de 2017
Va formar part de l'equip de campanya d'Alain Juppé, candidat dels Republicans a les primàries presidencials del 2016. És el seu co-portaveu al costat de Benoist Apparu. El juny de 2016, va participar en la reunió del grup Bilderberg. El 2 de març de 2017, en relació amb el Cas Fillon, va deixar l'equip de campanya de François Fillon en les eleccions presidencials franceses de 2017. Per respectar la llei sobre l'acumulació de mandats va renunciar a presentar-se a les eleccions legislatives franceses de 2017.

### Primer ministre de França
El 15 de maig de 2017 va ser nomenat Primer Ministre de França pel nou president Emmanuel Macron, formant un govern de coalició de La República en marxa! (LREM), Moviment Demòcrata (Modem), Partit Radical d'Esquerra (PRG), Cap sur l'avenir (CSA) i dissidents d'Els Republicans i Partit Socialista. En la cerimònia de traspàs de poders amb el seu predecessor Bernard Cazeneuve va assenyalar: «Sóc un home de dretes».
El seu govern es va haver de reformar després de les eleccions legislatives franceses de 2017 celebrades al juny per l'escàndol que va suposar el coneixement que La República en marxa!, aliats del Modem va utilitzar fons de l'UE per pagar treballadors de partit. La ministra de defensa Sylvie Goulard va ser la primera en fer un pas, dimitint el 20 de juny de 2017. L'endemà, el ministre de Justicia François Bayrou i la ministra d'Afers europeus, Marielle de Sarnez van fer el mateix. Richard Ferrand, Ministre de Cohesió Territorial, va dimitir el 19 de juny de 2017 seguint les acusacions de nepotisme de Le Canard enchaîné el 24 de maig de 2017. Macron va defensar Ferrand malgrat les acusacions i l'opinió pública que mostrava que el 70% dels enquestats volien que Ferrand plegués. L'1 de juliol de 2017, un fiscal regional va anunciar que les autoritats havien llançat una investigació preliminar a Ferrand, i aquest va respondre dient que tot era "legal, públic i transparent".
El segon govern Philippe el van tornar a formar LREM, MoDem, PRG i dissidents d'Els Republicans i el Partit Socialista. El 31 de juliol de 2018, el govern va sobreviure a dos mocions de confiança després de l'Cas Benalla: la primera (presentada per Els Republicans) va obtenir 103 sis, mentre la segona (presentada pels grups Socialistes et apparentés, Gauche démocrate et républicaine i La França Insubmisa) va obtenir 63 vots, en ambdós casos perquè no van assolir el quòrum de 289 vots requerits a l'Assemblea Nacional. Després del moviment d'armilles grogues es va iniciar una moció de confiança pel Partit Socialista, el Partit Comunista Francès i La France Insoumise el 13 de desembre de 2018 però el govern va sobreviure fàcilment, ja que només van tenir 70 vots a favor lluny del número requerit de 289.
El seu mandat va estar marcat per una reforma del Codi del Treball, una llei de reforma de la SNCF, el cas Benalla, l'afer McKinsey, la revelació de conflictes d'interessos a través dels papers d'Uber, les manifestacions de les Armilles Grogues i el gran debat nacional que va seguir, com així com un primer projecte de reforma impugnada de les pensions, l'establiment d'una convenció ciutadana pel clima i la pandèmia de la COVID-19.

### Dimissió a l'Elisi
Després de diverses setmanes d'intenses consultes per definir el final del quinquenni de Macron, Philippe va dimitir el 2 de juliol de 2020 per centrar-se en la batllia de Le Havre, ja que havia guanyat les eleccions municipals uns dies abans, sent rellevat per Jean Castex. A més, el president Emmanuel Macron va voler fer canvis al seu govern de cara a les eleccions presidencials de 2020, incorporant-hi perfils ecologistes i progressistes.

### Horitzons
L'any 2021 va fundar el partit de centre dreta Horitzons, que forma part de Junts, la coalició del President Emmanuel Macron.

## Vida personal
Està casat amb Édith Chabre, directora executiva de l'Institut d'Estudis Polítics de París i tenen 3 fills.

## Publicacions
- Amb Gilles Boyer, Edicions Flammarion, «Fiction politique », març 2007, ISBN 2081237725 i 9782081237728
- Amb Gilles Boyer, Edicions Jean-Claude Lattès, « Romans contemporains », 2011, ISBN 2709637553 i 9782709637558

## Documental
- 2015 : Édouard, mon pote de droite, realitzat pel cineasta Laurent Cibien -company d'estudis de Philippe- durant la campanya de les eleccions municipals a Le Havre. El documental mostra les seves facetes com a professional i polític.